# Аргайды
Аргайды (Аргайда) — река в России, течёт по территории Абзелиловского района в Республике Башкортостан. Устье реки находится в 131 км по левому берегу реки Большой Кизил. Длина реки составляет 12 км.

## Данные водного реестра
По данным государственного водного реестра России относится к Уральскому бассейновому округу, водохозяйственный участок реки — Урал от Магнитогорского гидроузла до Ириклинского гидроузла. Речной бассейн реки — Урал (российская часть бассейна).
Код объекта в государственном водном реестре — 12010000312112200002059.